# Panamomops strandi
Panamomops strandi är en spindelart som beskrevs av Gábor von Kolosváry 1934. Panamomops strandi ingår i släktet Panamomops och familjen täckvävarspindlar.
Artens utbredningsområde är Ungern. Inga underarter finns listade i Catalogue of Life.